# Pahtarivier (Rautas)
De Pahtarivier  (Zweeds: Pahtajoki) is een rivier die stroomt in de Zweedse  gemeente Kiruna. De rivier verzorgt de afwatering van het moerasgebied ten westen van de stad Kiruna. Het krijgt onder meer water uit het Luossameer, stroomt naar het noorden, door het Pahtamoeras en levert haar water in bij de Rautasrivier.
Afwatering: Pahtarivier → Rautasrivier → Torne → Botnische Golf